# BMW R 1200 S
Die BMW R 1200 S ist ein Motorrad des Fahrzeugherstellers BMW, das von 2006 bis 2008 im BMW-Werk Berlin in Spandau gefertigt wurde.
Die R 1200 S ist der direkte Nachfolger der R 1100 S, die als sogenannter Sportboxer vermarktet wurde, aber dennoch gute Reisetauglichkeit besitzt. Die R 1200 S hingegen ist eher als Supersportler ausgelegt. Der Soziussitz ist nur für kurze Strecken geeignet. Mittlerweile gibt es aber die Möglichkeit, Kofferträger und BMW-Sportkoffer zu befestigen.
BMW stellte die Produktion Anfang 2008 ein. Die von 2007 bis 2010 produzierte Edelversion HP2 Sport unterscheidet sich erheblich in Preis und Ausstattung von der R 1200 S.
Gegenüber den guten Verkaufszahlen und der langen Bauzeit des Vorgängers R 1100 S muss die R 1200 S als nur mäßig erfolgreich angesehen werden. Für die eher komfortorientierten BMW-Fahrer war das Motorrad zu sportlich ausgelegt. Kunden japanischer oder italienischer Supersportler sprach das Konzept nicht an.

## Konstruktion

### Antrieb
Der luft- und ölgekühlte Boxermotor ist längs eingebaut und erzeugt aus zwei Zylindern mit 1170 cm³ Hubraum eine Nennleistung von 90 kW (122 PS) bei einer Drehzahl von 8250 min−1 und ein Drehmoment von 112 Nm bei 6800 min−1. Jeder Zylinderkopf hat eine kettengetriebene Nockenwelle, welche über Kipphebel zwei Einlass- und zwei Auslassventile ansteuert. Die Zylinder haben eine Bohrung von 101 mm Durchmesser, die Kolben einen Hub von 73 mm bei einem Verdichtungsverhältnis von 12,5:1. Der Viertaktmotor hat ein digitales Motormanagement und eine Nasssumpf-Druckumlaufschmierung.
Das Motorrad beschleunigt in 2,9 Sekunden von 0 auf 100 km/h und erreicht eine Höchstgeschwindigkeit von 243 km/h.

### Kraftübertragung
Die Krafttrennung erledigt eine hydraulisch betätige Einscheibentrockenkupplung, die Übersetzung ein klauengeschaltetes Sechsganggetriebe mit Schrägverzahnung. Der Sekundärantrieb erfolgt über eine Kardanwelle mit einer als Paralever bezeichneten Momentabstützung. Eine zentrale Ausgleichswelle reduziert störende Vibrationen.

### Kraftstoffversorgung
Der Kraftstoff wird elektronisch geregelt über das Saugrohr eingespritzt. Die Zündung erfolgt je Zylinder durch zwei Zündkerzen. Der Hersteller empfiehlt die Verwendung von Motorenbenzin mit einer Klopffestigkeit von mindestens 95 Oktan. Der durchschnittliche Kraftstoffverbrauch beträgt 5,5 Liter auf 100 km bei einer Geschwindigkeit von 120 km/h. Der Kraftstofftank hat ein Volumen von 17 Liter, davon sind 4 Liter Reserve.
Der Endtopf der Auspuffanlage hängt unter der Sitzbank. Die Abgasnachbehandlung erfolgt durch einen geregelten Drei-Wege-Katalysator und erreicht die Abgasnorm Euro-3.

### Fahrwerk
Der dreiteilige Gitterrohrrahmen setzt sich aus Vorder-, Mittel- und Heckrahmen zusammen. Die Einheit aus Motor und Getriebe ist mittragend und lagert die Vorderradführung mit Telelever. Der Vorderrahmen besteht aus Aluminiumguss, der Heckrahmen aus Stahl. Die vordere Telelever-Gabel hat 35 mm Standrohrdurchmesser und 120 mm Federweg. Die hintere Einarmschwinge aus Aluminium mit Paralever-Momentabstützung hat ein Zentralfederbein und 135 mm Federweg. Die Federvorspannung ist hydraulisch verstellbar, die Zugstufe ist stufenlos einstellbar. Optional konnte ein Sportfahrwerk mit Öhlins Federbeinen vorn und hinten ab Werk geordert werden. Das Motorrad hat Gussräder aus Aluminium, die Felgengröße beträgt vorn 3,50×17 und hinten 5,50×17 (optional 6,00x17). Am Vorderrad verzögern zwei Vierkolben-Festsattel-Scheibenbremsen mit 320 mm Durchmesser, hinten wirkt eine Zweikolben-Schwimmsattelbremse mit 265 mm Durchmesser. Im fahrbereiten Zustand wiegt das Motorrad 213 kg. Die maximale Zuladung beträgt 197 kg. Optional war ein abschaltbares Antiblockiersystem erhältlich.

### Technische Daten
Motor
- Kraftstoffaufbereitung/Motorsteuerung
- Elektronische Saugrohreinspritzung
- Digitales Motormanagement: BMS-K mit Schubabschaltung
- Doppelzündung

Fahrwerk/Bremsen
- Vorderradführung/Federelemente BMW Motorrad Telelever; Standrohrdurchmesser 41 mm, Zentralfederbein
- Hinterradführung/Federelemente Aluminiumguss-Einarmschwinge mit BMW Motorrad Paralever; WAD Federbein, Federvorspannung stufenlos einstellbar, Zugstufendämpfung einstellbar
- Federweg vorne 110 mm
- Federweg hinten 120 mm
- Nachlauf 87 mm
- Lenkkopfwinkel 66°
- Räder Aluminium-Gussräder
- Felgenmaß vorne 3,50×17″
- Felgenmaß hinten 5,50×17″ bzw. 6,00×17″ bei SA Breitreifen
- Reifen vorne 120/70 ZR 17
- Reifen hinten 180/55 ZR 17 bzw. 190/50 ZR 17 bei SA Breitreifen
- Bremse vorne Doppelscheibenbremse, schwimmend gelagerte Bremsscheiben, Durchmesser 320 mm, 4-Kolben-Festsattel
- Bremse hinten Einscheibenbremse, Durchmesser 265 mm, Doppel-Kolben Schwimmsattel

Maße/Gewichte
- Länge 2151 mm
- Breite (über Spiegel) 870 mm
- Höhe (ohne Spiegel) 1177 mm
- Schrittbogenlänge bei Leergewicht 1810 mm
- Leergewicht fahrfertig, vollgetankt 213 kg
- Trockengewicht 190 kg
- zulässiges Gesamtgewicht 410 kg
- Zuladung (bei Serienausstattung) 197 kg

### Konkurrenzmodelle
Motorräder mit vergleichbarer Charakteristik waren die Benelli Tornado Tre 1130 und die Honda CBF 1000.

## Kritiken
„Bodenständig-robuste Fahreigenschaften bei aller Handlichkeit und Lenkpräzision sowie ein hohes Maß an Komfort. Sportlich ist sie, kein Zweifel, aber sie bleibt in erster Linie ein Motorrad für die Landstraße, wo Ausgewogenheit und Stabilität wichtiger sind als das kapriziöse, von Bodenwellen leicht zu irritierende Handling einer kurzen, superleichten Zehntelsekundenfeile.“

„Ein Motorrad wie ein fester Händedruck, charakterstark, emotional, mit guten Fahrleistungen, einem geringen Verbrauch, ausgewogen und perfekt fürs Landstraßensurfen. Das  können auch die beschriebenen Kritikpunkte nicht trüben, die nur richtig ins Gewicht fallen, wenn man ein satt von unten, lochfrei und vibrationsarm hochdrehendes Motorrad erwartet.“